# Mont-près-Chambord
Mont-près-Chambord is een gemeente in het Franse departement Loir-et-Cher (regio Centre-Val de Loire). De plaats maakt deel uit van het arrondissement Blois. Mont-près-Chambord telde op 1 januari 2022 3.360 inwoners.

## Geografie
De oppervlakte van Mont-près-Chambord bedroeg op 1 januari 2022 28,51 vierkante kilometer; de bevolkingsdichtheid was toen 117,9 inwoners per km².
De onderstaande kaart toont de ligging van Mont-près-Chambord met de belangrijkste infrastructuur en aangrenzende gemeenten.

## Demografie
Onderstaande figuur toont het verloop van het inwonertal (bron: INSEE-tellingen).